# 伊茲梅爾港
伊兹梅爾港（烏克蘭語：Ізмаїльський морський торговельний порт）是位於烏克蘭敖德萨州伊茲梅爾的港口，並屬於多瑙河的港口之一。它受乌克兰基础设施部所管轄，是烏克蘭重要的轉運站。截至2009年，伊茲梅爾港的員工人數為2,520人。

## 歷史
1813年，由於奧圖曼瘟疫爆發的緣故，庫拉金命令於伊茲梅爾興建一家隔離中心，最終這成為了港口的出發點。
一次大戰後的布列斯特-立陶夫斯克条约把伊茲梅爾交了給羅馬尼亞王國，在他們控制期間成為了該地區主要的港口之一。
1945年至1991年間，蘇聯政府重建了該港口，並使它更機械化以增加效率。
1991年烏克蘭獨立後起，這港口由乌克兰基础设施部負責管理。
2019年，多瑙河水位比正常的低，該港口改為每個禮拜只在部分時間工作。
2022年俄羅斯入侵烏克蘭後開始，由於敖德薩港被俄軍封鎖，伊茲梅爾港的貨量破了紀錄，在2023年5月處理了超過83萬噸貨物。
2022年7月，俄烏雙方簽訂了黑海谷物倡议，使烏克蘭出產的穀物在經過土耳其檢查後，能夠繞過俄方的封鎖向世界各地出口糧食，避免全球發生饑荒。這協議讓高達25%的穀物都通過伊茲梅爾港，前往羅馬尼亞的康斯坦察出口。
2023年6月，由於港口容量不足運輸需要，烏方決定了擴大該港口的基礎建設。
同年7月，俄方單方面地終止了黑海谷物倡议，並於8月向港口進行襲擊，導致一部分的設施受到嚴重損害，也同時摧毀了4萬噸的穀物。

## 畫廊

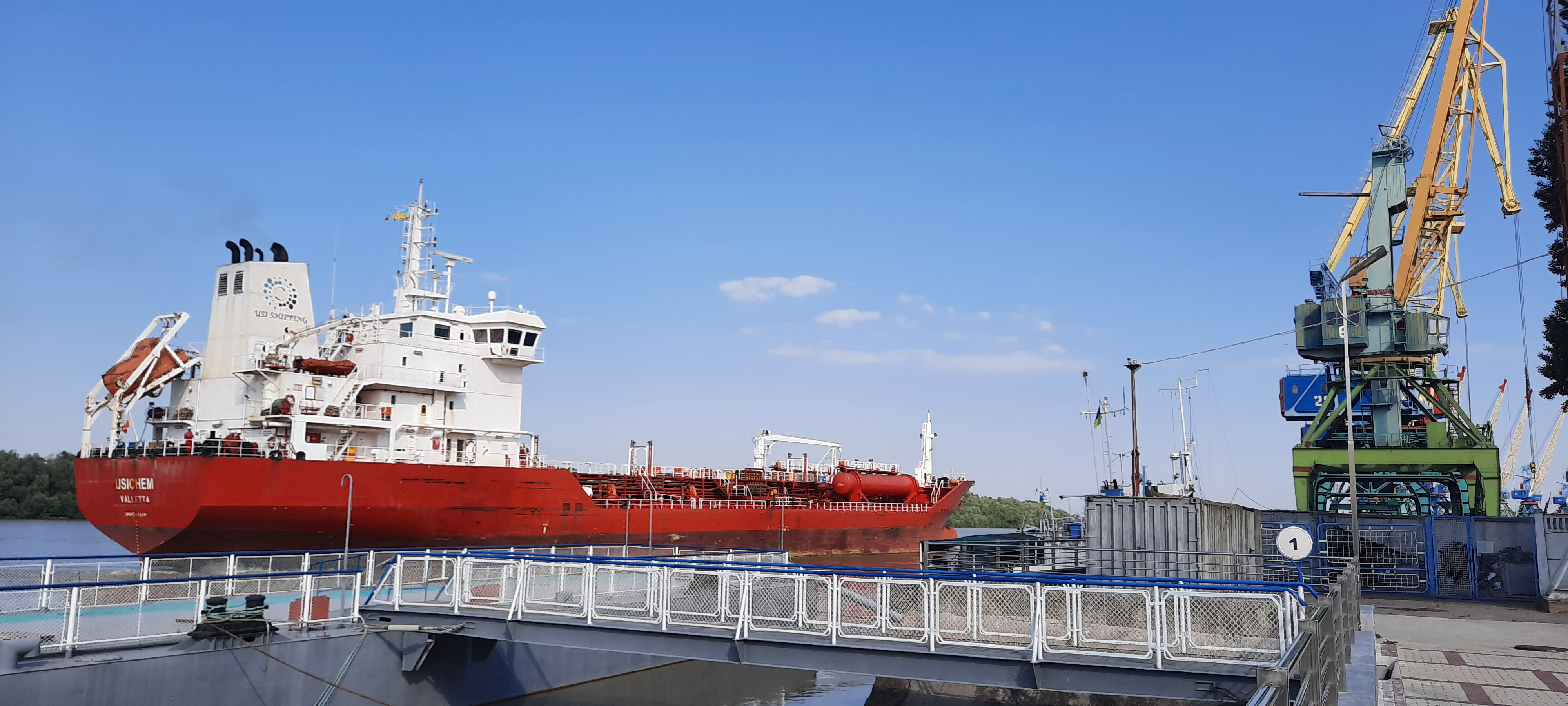
2020年6月，在港口停泊的液貨船
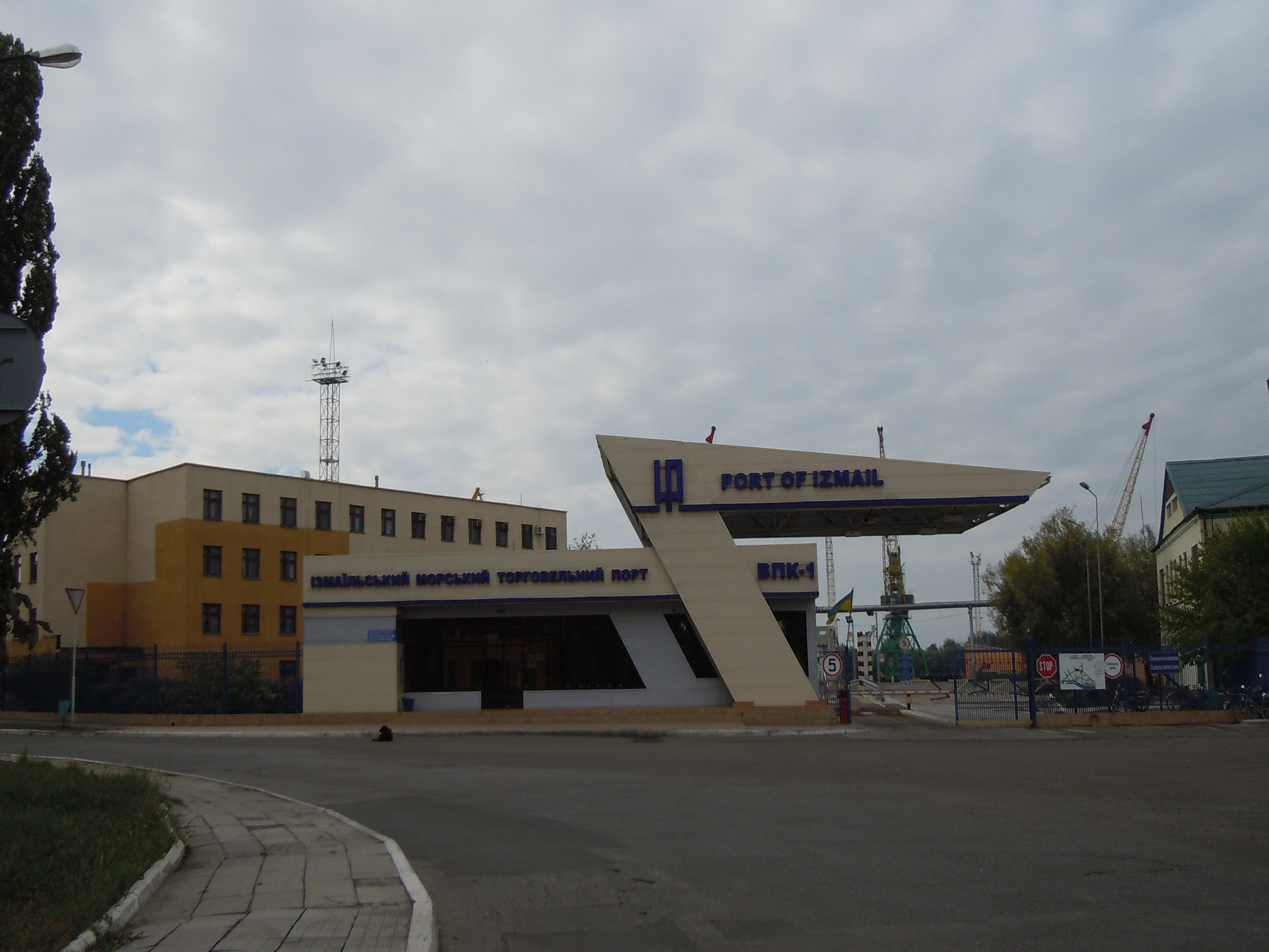
2014年9月，港口的入口位置
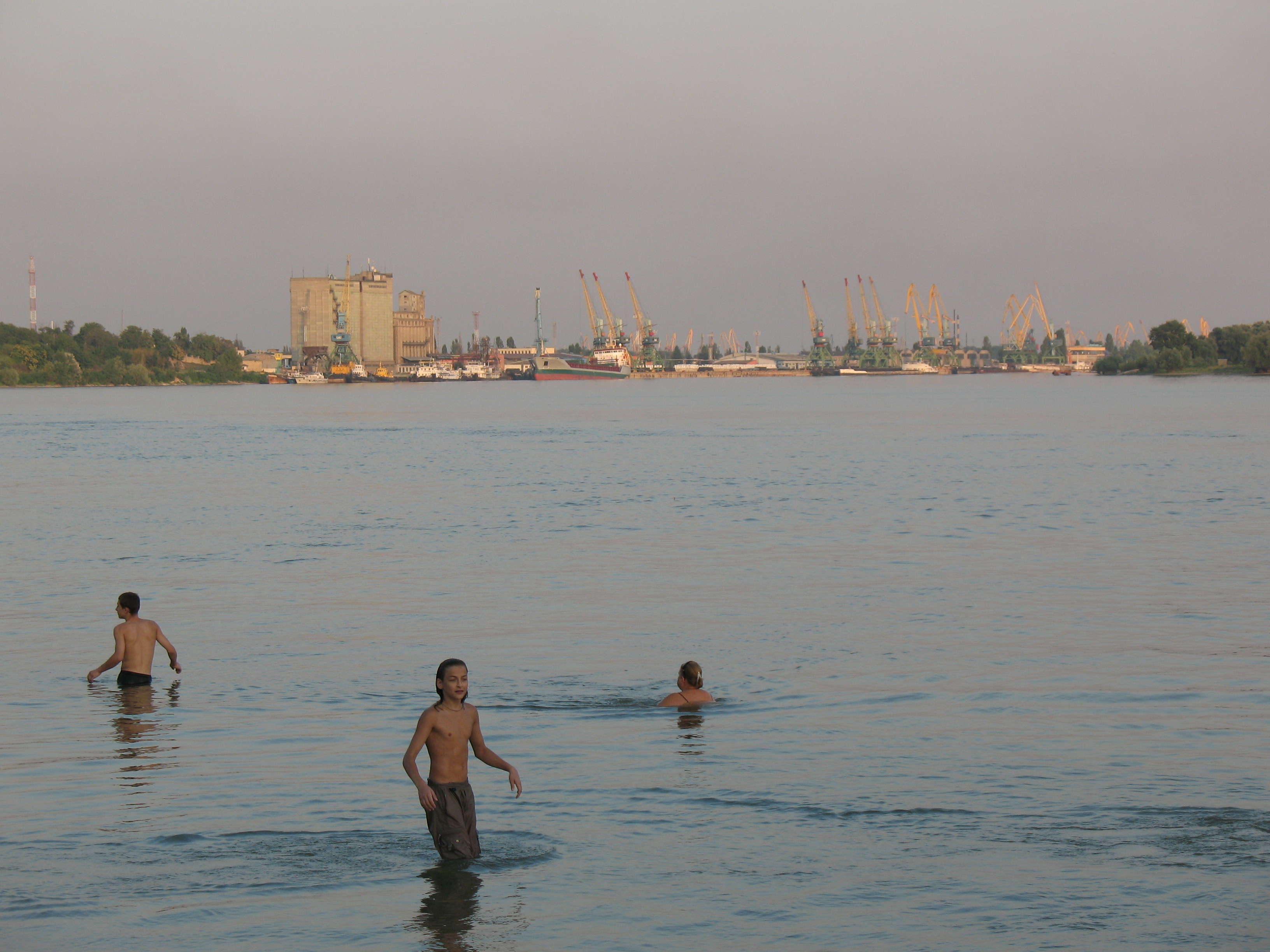
2008年8月，港口全景圖